# Jungfrun i hindhamn
Jungfrun i hindhamn (klassifikation: SMB 10, TSB A 27) är en naturmytisk balladtyp som finns upptecknad i Sveriges Medeltida Ballader i två svenska varianter från 1500-talet respektive 1678 (varav den senare är efter Ingierd Gunnarsdotter); melodiuppteckning saknas.

## Handling
En ungersven förmanas av sin moder att han kan jaga andra djur, men skall låta hinden gå. Väl ute på jakt skjuter han hinden, och flår den sedan. Han upptäcker då att det är sin syster eller fästmö han har skjutit.

## Paralleller på andra språk
Balladtypen finns också på danska (DgF 58).